# 한수산
한수산(韓水山, 1946년 11월 13일~)은 대한민국의 소설가이다.
강원도 인제군 내설악에서 출생하였고, 춘천고등학교와 경희대학교 영문과를 나왔다. 1972년 《동아일보》 신춘문예에 〈사월의 끝〉이 당선되어 등단하였고, 1973년 장편 《해빙기(解氷期)의 아침》이 《한국일보》에 입선하였다.
주요 작품으로 《부초》, 《유민》(流民), 《밤의 찬가》, 《욕망의 거리》 등이 있다. 산문시와 같은 부드러운 문체를 통하여 시간과 생명과의 상관관계 및 생명의 가치에 대한 탐구를 보여주는 작가로 평가되고 있다.

## 이력
- 민주당 당무위원(1996년 12월~1997년 8월)

## 같이 보기
- 한수산 필화 사건

## 참고 문헌
- 이 문서에는 다음커뮤니케이션(현 카카오)에서 GFDL 또는 CC-SA 라이선스로 배포한 글로벌 세계대백과사전의 내용을 기초로 작성된 글이 포함되어 있습니다.